# الدلوماب
الدلوماب (انگلیسی: Eldelumab) یک آنتی‌بادی مونوکلونال انسانی (نوع IgG1 kappa) است که برای درمان بیماری کرون و کولیت اولسراتیو طراحی گردیده است. این دارو در حال طی کردن مراحل کارآزمایی‌های بالینی می‌باشد.